# Cylindrarctus longipalpis
Cylindrarctus longipalpis är en skalbaggsart som först beskrevs av Leconte 1849.  Cylindrarctus longipalpis ingår i släktet Cylindrarctus och familjen kortvingar. Inga underarter finns listade i Catalogue of Life.